# ヘンリー・トンクス
ヘンリー・トンクス（英語: Henry Tonks, FRCS、1862年4月9日 - 1937年1月8日）はイギリスの画家、イラストレーター、医師である。イギリスで印象派の影響を受けた最初の画家の一人であった。ロンドン大学のスレード美術学校の教授として多くの画家を教えた。

## 生涯
イングランドのウェスト・ミッドランズのソリフルの金属工場のオーナーの家で生まれた。ブリストルのクリフトン・カレッジで学んだ後、ブライトンの病院やロンドンの病院で医学を学び、1886年にロンドンの病院の勤務医(house surgeon)になった。1888年に王立外科医師会のフェローになり、ロイヤル・フリー・ホスピタルに移った。1892年からロンドンの病院で解剖学を教えた。
1888年からロンドンのウェストミンスター美術学校の夜間コースで学び始め、フレデリック・ブラウンの指導を受けた。1891年から「ニュー・イングリッシュ・アート・クラブ」の展覧会に出展を始め、1895年にクラブの会員になった。フレデリック・ブラウンの勧めで、画家の道に進み、1892年からは、ロンドン大学のスレード美術学校で教え始めた。
第一次世界大戦が始まると、医師の仕事を再開し、捕虜収容所で働き、赤十字の一員として、フランス、イタリアで働き、1916年にイギリス陸軍の医療部隊の将校になった。1918年に公式戦争画家に任じられ、ジョン・シンガー・サージェントと西部戦線で活動した。1919年にはロシア内戦の白軍の拠点、アルハンゲリスクにイギリス遠征軍の戦争画家として訪れた。
1918年にフレデリック・ブラウンの後任としてスレード美術学校の教授となりこの仕事を1930年まで続けた。

## 作品

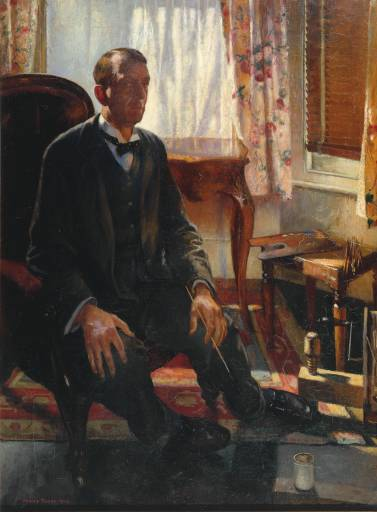
自画像 (1909)
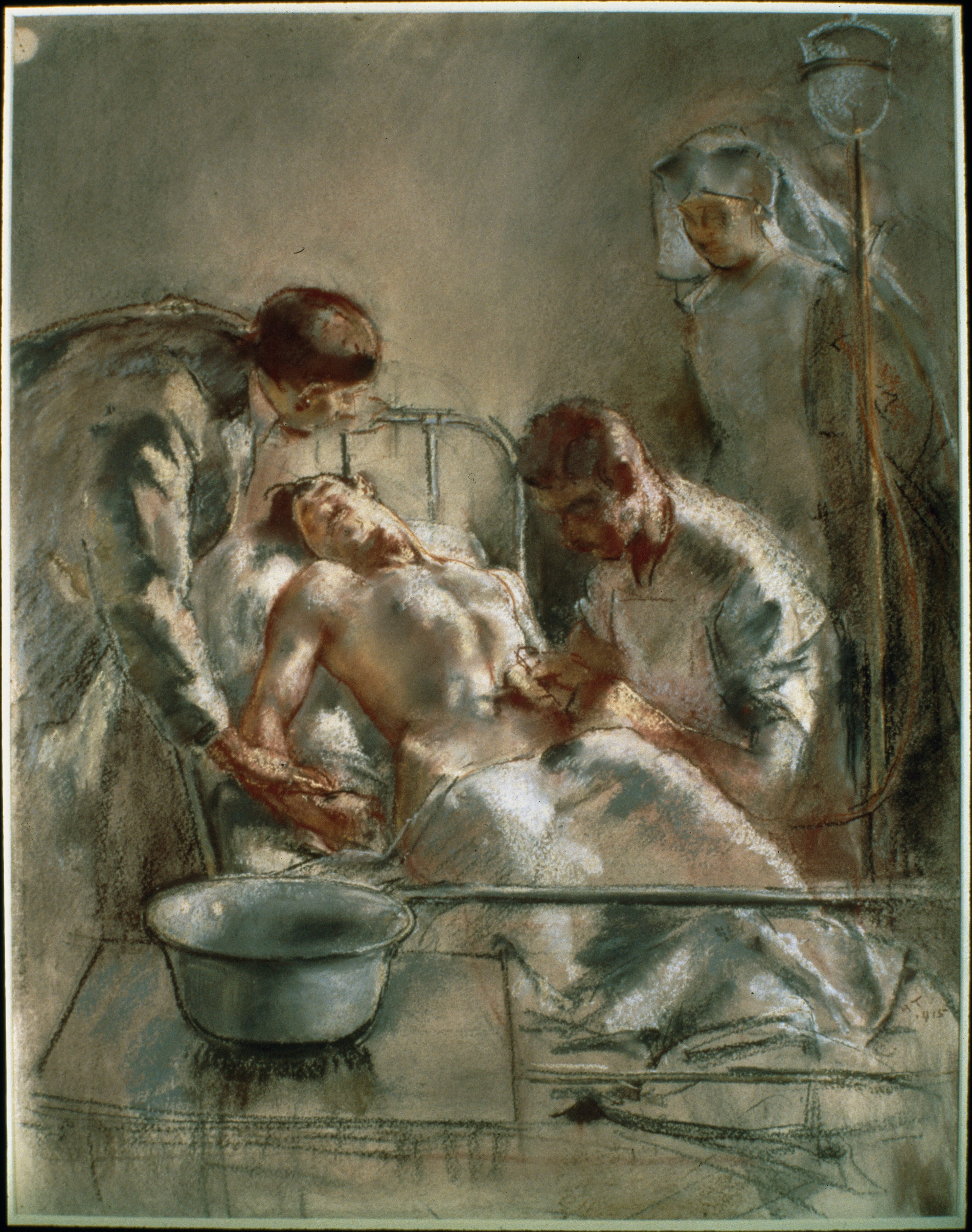
赤十字での出来事 (1915)
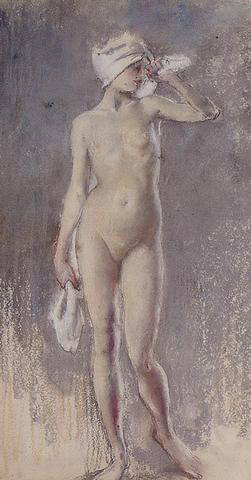
(c.1918)
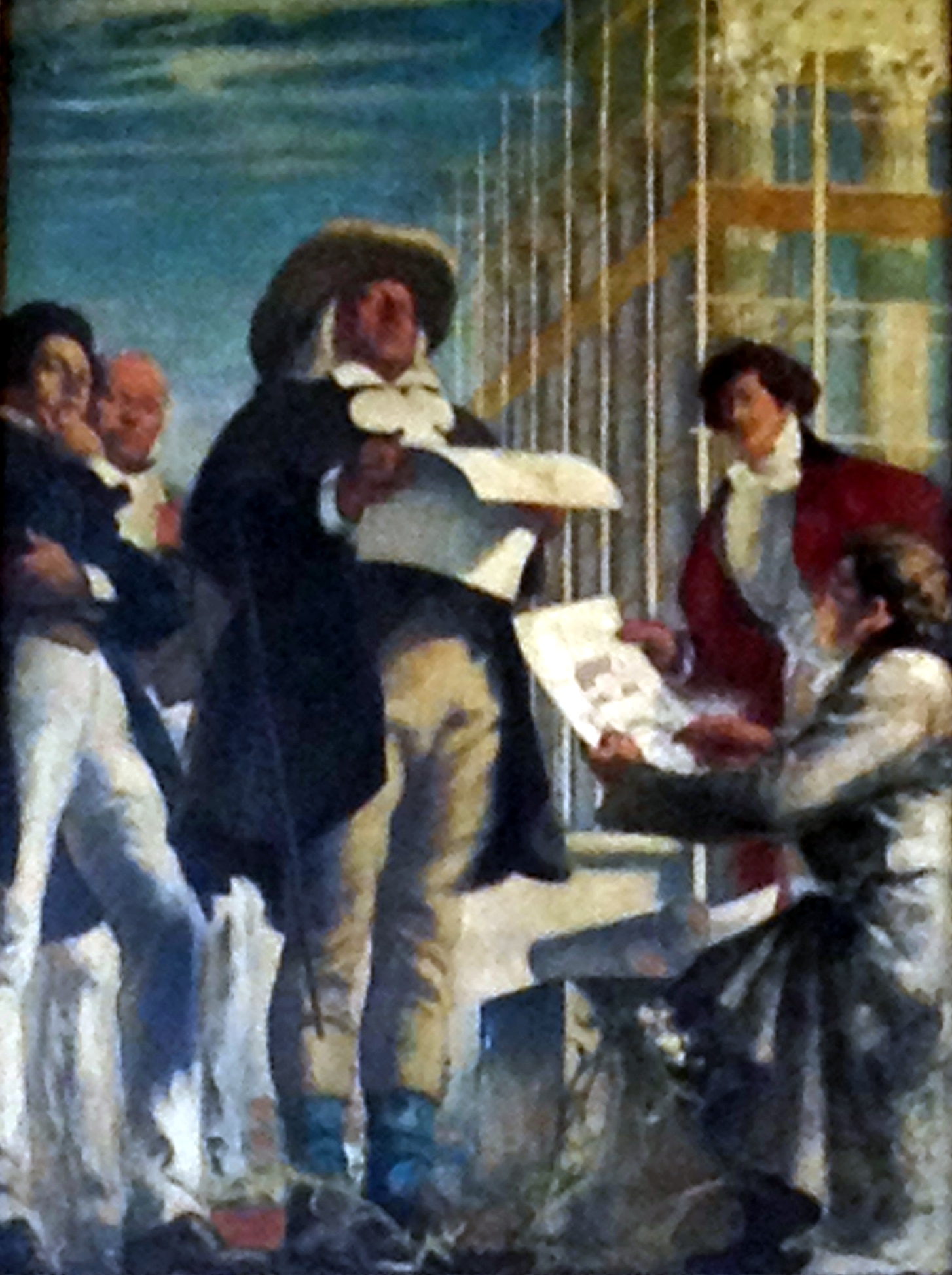
Four founders of UCL　(1923:壁画)

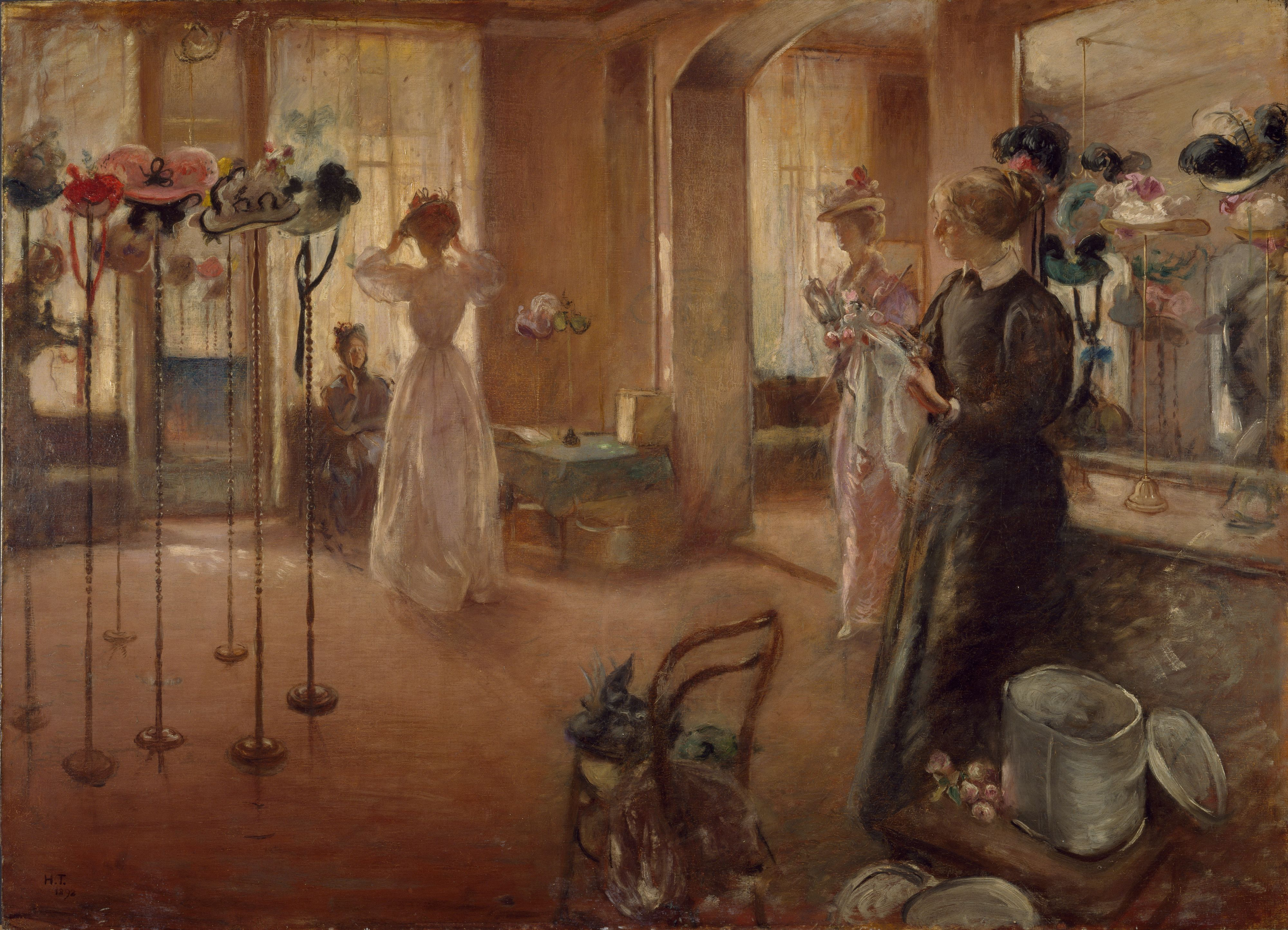
帽子屋 (1892)
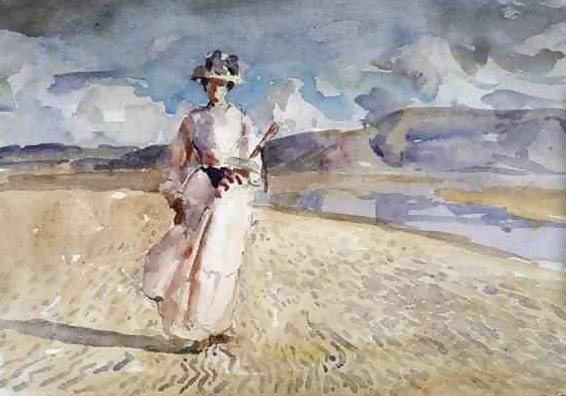
砂浜を歩く女性(c.1910)
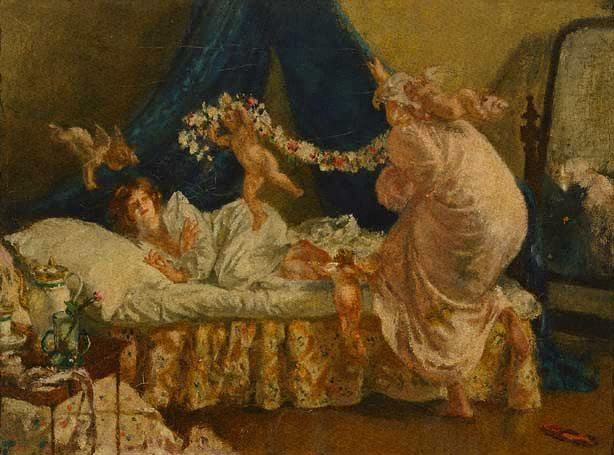
cupid

## トンクスの教えた学生
- グウェン・ジョン (1876-1939)
- ハロルド・ギルマン (1876-1919)
- オーガスタス・ジョン (1878-1961)
- ウィリアム・オーペン (1878-1931)[5]
- スペンサー・フレデリック・ゴア (1878-1914)
- パーシー・ウインダム・ルイス (1882-1957)
- アイザック・ローゼンバーグ (1890-1918)
- ウィニフレッド・ナイツ (1899-1947)
- David Bomberg (1890-1957)
- William Lionel Clause (1887-1946)[6]
- Mukul Dey (1895-1989)
- Ian Fairweather (1891-1974)[7]
- Mark Gertler (1891-1939)
- Katie Edith Gliddon (1883-1967)
- Edna Clarke Hall (1879-1979)
- Stanley Spencer (1891-1959)
- Rex Whistler (1904-1944)
- Thomas Monnington, William Coldstream, Helen Lessore, Lesley Blanch, Philip Evergood

## 関連書籍
- E. Chambers, 'Fragmented Identities: Reading Subjectivity in Henry Tonks' Surgical Portraits,' Art History, 32,3 (2009), 578–607.
- David Boyd Haycock, "A Crisis of Brilliance: Five Young British Artists and the Great War" (2009)
- J. Hone, The Life of Henry Tonks (1939)
- L. Morris (ed.), Henry Tonks and the 'art of pure drawing' (1985)
- New English Art Club, One hundred and fiftieth annual open exhibition, featuring a selection of work by Professor Henry Tonks ... from the Royal College of Surgeons and the Imperial War Museum (1997)
- J. Rothenstein, 'Henry Tonks 1862–1937', in J. Rothenstein, Modern English Painters Sickert To Smith (1952)
- Tate Gallery, Exhibition of Works by Professor Henry Tonks [exhibition catalogue] (1936), 7p.